# Yves Diény
Yves Diény, né le 27 mai 1911 à Quiévy, dans le département du Nord et mort fusillé le 18 août 1944 par les Allemands à Quéven, est un médecin et résistant français qui fut exécuté par l'occupant en même temps que son ami le professeur René Lote lors des évènements de Quéven quand les alliés tentent de libérer Lorient,

## Biographie
Yves Diény est né à Quiévy. Son père a été pendant plusieurs décennies le pasteur de l'Église réformée de la commune. Il est diplômé de la faculté de Lille en 1935. À partir de 1936, il exerce ensuite à Lorient rue Paul-Guieysse. Il fait preuve d'un dévouement inlassable, prodiguant sans relâche ses soins aux infortunées victimes des bombardements de la ville.
Sportif, il occupe des fonctions de dirigeant (d'abord membre du comité directeur, puis vice-président ou président) au sein du Football Club Lorientais (ancien nom du Football Club de Lorient). À son arrivée à Quéven à partir de 1943, il y forme également une société sportive.
En 1943, alors que la population évacuait la ville de Lorient vers la périphérie, il s'installe à Quéven à Mané-Rivalain avec sa femme et sa fille de deux ans. Il continue sa vie professionnelle dans un appartement du bourg, en même temps que ses consultations sur Lorient.
Selon l'aveu de Gabriel Pin, dont les parents sont alors propriétaires du château de Kerlébert, le professeur Lote, le docteur Diény et Louis Kermabon, ne firent jamais, à proprement parler, partie d'un réseau quelconque. Avec M. Pin père, ils se rencontraient presque journellement, échangeaient des informations, faisaient le point de ce qui pouvait être entrepris et, chaque fois qu'ils le pouvaient, aidaient les mouvements de Résistance avec lesquels ils avaient des contacts.
Dans L'Ouest-Éclair du 12 février 1944, il cosigne un article analysant le service médical à Lorient : « Si le service médico-pharmaceutique laisse à désirer, il faut cependant reconnaître qu'il existe quelque chose. Or, ce quelque chose — nous tenons à le souligner — est exclusivement dû à des initiatives privées et individuelles ».
Il crée à partir du 7 août 1944, à la demande du maire, une équipe locale de secours qui, sous son autorité, permit l'évacuation de la population quévenoise sinistrée. Grâce à son sang-froid, à sa compétence, à son autorité lucide et méthodique, des secours furent organisés d'une manière remarquablement efficace eu égard à la faiblesse de ses moyens. Il installa dans les caves de l'ancienne brasserie un refuge hospitalier. Le docteur Diény ne se contenta pas de rassembler les blessés et de leur procurer les indispensables soins, il se mit aussi en tête de préparer l'évacuation totale de la population.
Vraisemblablement trahis, le docteur Diény et René Lote sont arrêtés le 17 août 1944 et sommairement abattus par les Allemands le 18 août 1944.

Louis Kermabon, maire de Quéven, dans un courrier du 12 novembre 1945 adressé au Préfet du Morbihan, décrit les circonstances de son décès : « Le 7 août 1944, à l'arrivée des Américains, il est resté dans la poche pour donner ses soins aux habitants qui y restaient. Il s'est particulièrement distingué par sa bravoure, son sang-froid et son abnégation, les 7 et 8 août 1944, pendant les bombardements de Quéven qui firent beaucoup de victimes parmi la population civile. Constamment secondé par son ami, le professeur Lote, il réconfortait les civils par ses soins et ses paroles d'encouragement. Les allées et venues du docteur et du professeur Lote, les rendirent suspects aux Allemands qui paraissent les surveiller. Le 18 août 1944, vers 11h30, tous deux étaient appréhendés par les Allemands qui détruisaient entièrement le bourg de Quéven pour une raison inconnue. Dans le courant de l'après-midi, le docteur et le professeur étaient escortés en direction de Pont-Scorff vers les lignes françaises où ils étaient invités à se rendre, par suite de leur présence suspecte à Quéven. À la sortie du bourg, l'escorte les laissa seuls continuer leur chemin ; mais cent mètres plus loin, au lieu-dit "Kertanguy", ils furent abattus dans le dos par une rafale de mitrailleuse allemande ».
Le récit de Roger Leroux est le suivant : « Ils sont arrêtés en route sur l'ordre d'un lieutenant qui considère Diény comme un « terroriste » et un espion. On les conduit au PC de la compagnie, au Haut-Kerzec, puis à celui du bataillon, à Kerletu, et on les ramène ensuite au bourg. Inquiets, ils demandent alors à revoir le commandant. Les soldats les invitent à y retourner seuls. Ils n'ont guère parcouru qu'une centaine de mètres, lorsque, au calvaire de Ker Tanguy, sur la route de Pont-Scorff, ils sont abattus à coup de fusil et de mitraillette. L'après-midi, l'adjudant-chef Siegfried Mempel, qui a reçu l'ordre de détruire Quéven, repaire de « terroristes », fait arroser les maisons d'essence puis passe y mettre le feu ».
Il n'y a pas de calvaire du nom de "Kertanguy" à Quéven. Forts des témoignages des anciens de la commune, Yves Diény et René Lote ont été tués au lieu-dit Mencam à environ 200 m du calvaire de Croixamus. Un monument commémoratif est érigé à l'endroit exact de l'exécution.
On découvrira les corps des deux hommes dans une fosse, le 22 août 1945, à Croixamus en Quéven. Le sergent Lendowski, qui a tiré avec sa mitraillette, ne sera pas blâmé par ses chefs. Par contre, il sera un peu plus tard dégradé et condamné à 9 mois de prison par le tribunal militaire pour vol d'une vache.
Le maire Louis Kermabon, alors en poste, prononce un discours lors des obsèques.
Une rue de Quéven, où il est inhumé, perpétue son souvenir et une stèle a été érigée le 9 mai 2005 à l'occasion de la célébration du soixantième anniversaire de la libération de Quéven. Deux rues portent également son nom à Lorient et Quéven.

### Sources et bibliographie
: document utilisé comme source pour la rédaction de cet article.
- Comité Historique de Quéven (préf. Jean-Yves Laurent, maire de Quéven), 1939-1960 : Les Quévenois : De la Guerre à la Paix, Lorient, Éd. à compte d'auteur, 1995, 336 p. (ISBN 2-9503379-2-9).
- Laurent Cardonnet, Contribution à l'étude des étudiants en médecine et des médecins "morts pour la France" pendant la Seconde Guerre mondiale : Thèse pour le doctorat en médecine, 1973, 134 p. (lire en ligne).
- Roger Leroux, Le Morbihan en guerre 1939-1945, Imprimerie de la Manutention, Mayenne, Éd. à compte d'auteur, 1986, 5e éd., 672 p.